# Нудельман, Юлий Михайлович
Юлий Михайлович Нудельман (р. 1947) — израильский писатель
, публицист, врач-хирург и общественный деятель. правозащитник, член бюро Израильской ассоциации журналистов и председатель комитета по чистоте СМИ Израиля (по состоянию на 2008 год).

## Биография
Эмигрировал в Израиль в 1971 году. Работал хирургом и заведующим отделением в больницах Рамбам в Хайфе и Барзилай в Ашкелоне. Автор книг «Перевёрнутая пирамида Израиля», «Кровопролитие в медицине», «Медицинская мафия в государстве коррупции», «Без наркоза: инструкция больному гражданину», «Щаранский без маски». Натан Щаранский обвинил Нудельмана в клевете в связи в выходом книги «Щаранский без маски», где автор обвинял Щаранского в работе на КГБ СССР. В 2003 году суд обязал Нудельмана выплатить Щаранскому материальную компенсацию около 1 млн шекелей. Книга была изъята из продажи.
В январе 2006 года подал апелляцию в Высший суд справедливости Израиля, требуя лишения израильского гражданства Леонида Невзлина и его экстрадиции в Россию. Впоследствии Нудельман и глава юридической компании Йорам Мушкат подписали контракт на представление интересов российской Генпрокуратуры в Израиле. В апреле 2008 года прибыл в Россию, чтобы дать показания в Мосгорсуде в качестве свидетеля обвинения. Сам Невзлин в своём блоге скептически отнёсся к выступлению Нудельмана. В Мосгорсуде Нудельман заявил, что Невзлин незаконно получил израильское гражданство благодаря сговору с чиновниками и взяткам. Адвокат Невзлина пытался намекать, что Нудельман является платным агентом российской прокуратуры. В ответ на это Нудельман заявил: «Не родился еще тот человек, который мог бы мне указывать. Я действую в интересах еврейского народа и Израиля. Просто мои интересы удачно совпали с интересами российской прокуратуры. Это совпадение — великая удача моя и прокуратуры».
В мае 2008 года суд Израиля отказался удовлетворить исковые требования Нудельмана. К иску Нудельмана присоединился пенсионер Элиэзер Шимони, бывший технический директор газеты «Глобс». По решению суда иск был отклонён, истцы должны выплатить Невзлину по 15 тыс. шекелей для покрытия его судебных издержек. Нудельман заявил: «Это судебное решение показывает, что нашей судебной системе трудно разбираться с преступными делами, совершаемыми в России».
Нудельман также обвинял Невзлина в связях с Семёном Могилевичем. В 2005 году Нудельман протестовал против избрания Невзлина председателем совета израильского Музея диаспоры при Тель-Авивском университете.
Подвергается критике в ряде СМИ, а также приближёнными Невзлина. В 2006 году отвечая на одну из статей Юлии Латыниной, Нудельман охарактеризовал публикацию как «бредовую, сумбурную, жалкую и непрофессиональную статью неудачливой журналистки».

## Произведения
- Кровопролитие в медицине. Беэр-Шева, Негев-Пресс. 1986 г.
- Щаранский без маски. Беэр-Шева Негев-Пресс. 1999 г. 272 с.